# Therese Schmitt
Therese Schmitt (* 31. Januar 1877 in Ludwigshafen; † 17. August 1948 in Ludwigshafen am Rhein) war eine deutsche Politikerin.

## Leben und Beruf
Therese Schmitt war Hausfrau. Sie engagierte sich im Katholischen Frauenbund Deutschlands und gehörte dem Vorstand an.

## Politik
Von 1919 bis 1920, während der Weimarer Republik, war Schmitt für die Bayerische Volkspartei Abgeordnete im Bayerischen Landtag, in dem sie die Stimmkreise Speyer und Kusel vertrat. Sie war eine der ersten sieben Frauen im bayerischen Parlament.